# Cour des comptes du Bénin
La Cour des comptes du Bénin est la plus haute juridiction du Bénin en matière de contrôle des comptes publics. Elle a pour présidente Ismath Bio Tchané Mamadou. Elle est devenue fonctionnelle dans sa forme actuelle à partir du vendredi 7 mai 2021, date de prestation de serment de sa présidente. Cette cour est créée afin de répondre à l'obligation faite aux états membres de l'Uemoa, de disposer d'une cour des comptes nationale autonome.

## Historique
La cour des comptes du Bénin existait déjà sous l’appellation de la chambre des comptes et était rattachée à la cour suprême du Bénin. Ce n'est qu'à partir du 17 novembre 2019 que cette cour a été  institutionnalisée. Le 30 décembre 2020, les députés béninois votent la loi organique de cette juridiction. Par ce biais,  la cour des comptes remplace effectivement la chambre des comptes de la cour suprême. Le vote de cette loi qui compte 91 articles permet à la cour des comptes de disposer des textes pour son fonctionnement,,.

## Prérogatives de la cour
La cour des comptes du Bénin a pour rôle de contrôler de la bonne gestion des finances publiques du Bénin. Elle vérifie les comptes et contrôle la gestion des entreprises publiques et organismes à participation financière ou bénéficiant des fonds publics. Elle est l’Institution supérieure de contrôle des finances publiques. Elle juge les comptes des comptables publics et des personnes qu’elle a déclarées comptables de fait. Elle a compétence, en formation de discipline financière, pour juger et sanctionner les fautes de gestion commises envers l’État, les collectivités locales et les autres organismes soumis à son contrôle. Elle assiste le Parlement pour le vote du projet de loi de règlement à travers la production du rapport sur l’exécution de la loi de finances et la déclaration générale de conformité.  Elle assure la vérification des comptes et le contrôle de la gestion des établissements publics, des sociétés nationales, des sociétés dans lesquelles l’État possède la majorité du capital social, de tout organisme bénéficiant sous quelque forme que ce soit, du concours financier ou de l’aide économique de l’État, des organismes publics ou privés faisant appel à la générosité publique. Elle reçoit et contrôle les comptes de campagne des candidats aux diverses consultations électorales. Elle reçoit la déclaration écrite sur l’honneur de tous les biens du Président de la République et des membres du Gouvernement lors de leur entrée en fonction et à la fin de celle-ci. En outre, la Chambre des comptes reçoit la déclaration des biens du Président et des membres du Gouvernement au début et à la fin de leurs mandats. Elle exerce également un contrôle sur les comptes des candidats et partis politiques lors des élections,,.

## Articles Connexes
- Ismath Bio Tchané Mamadou